# Силадьи, Виктор
Виктор Силадьи (венг. Szilágyi Viktor [ˈviktor ˈsilaːɟi], родился 16 сентября 1978 в Будапеште) — австрийский гандболист венгерского происхождения, разыгрывающий. Известен по выступлениям за сборную Австрии. С 2019 года — генеральный директор клуба «Киль».

## Карьера

### Клубная
В возрасте 7 лет занялся гандболом, выступая за команду «Унион» из Санкт-Пёльтена. Позднее представлял «Инсбрук». В 2000—2016 годах выступал на различных уровнях чемпионатов Германии: защищал цвета команд «Байер» (Дормаген), «Киль», «Эссен», «Гуммерсбах» , «Фленсбург-Хандевитт» и «Бергишер». Виктор является первым и единственным гандболистом, выигравшим три европейских клубных турнира: Лигу чемпионов ЕГФ («Киль»), Кубок ЕГФ («Гуммерсбах» и «Эссен») и Кубок обладателей кубков («Гуммерсбах» и «Фленсбург-Хандевитт»).
С 1 января 2018 года — спортивный директор клуба «Киль», в 2019 году назначен генеральным директором.

### В сборной
Дебют за сборную состоялся 16 февраля 1998 года в поединке против Литвы. Виктор сыграл 203 игры и забил 907 голов. Участвовал в чемпионатах Европы 2010 и 2014 годов.

## Личная жизнь
С раннего возраста проживал в Австрии. Его отец — Иштван Силадьи, в прошлом также известный гандболист, который провёл за сборную Венгрии более 200 матчей и до лета 2013 года тренировал австрийскую команду «Кремс».

## Достижения
- Чемпион Германии: 2006, 2007, 2008
- Победитель Кубка Германии: 2007, 2008
- Победитель Суперкубка Германии: 2005, 2007
- Победитель Лиги чемпионов ЕГФ: 2007
- Обладатель Кубка ЕГФ: 2005, 2009
- Обладатель Кубка чемпионов ЕГФ: 2007
- Обладатель Кубка кубков: 2010, 2012
- Гандболист года в Австрии: 2000

## Статистика
Статистика Виктор Силадьи в немецкой бундеслиге.
Статистика Виктора Силадьи в сезоне 2016/17 указана на 03.11.2016:
| Сезон                | Клуб                | Лига         | Матчи | Голы | 7-метр | Голы |
| -------------------- | ------------------- | ------------ | ----- | ---- | ------ | ---- |
| 2000—01              | Байер Дормаген      | Бундеслига   | 22    | 87   | 15     | 72   |
| 2001—02              | ТУСЭМ (Эссен)       | Бундеслига   | 34    | 113  | 34     | 79   |
| 2002—03              | ТУСЭМ (Эссен)       | Бундеслига   | 34    | 85   | 0      | 85   |
| 2003—04              | ТУСЭМ (Эссен)       | Бундеслига   | 25    | 96   | 2      | 94   |
| 2004—05              | ТУСЭМ (Эссен)       | Бундеслига   | 34    | 137  | 3      | 134  |
| 2005—06              | Киль                | Бундеслига   | 24    | 87   | 0      | 87   |
| 2006—07              | Киль                | Бундеслига   | 6     | 5    | 0      | 5    |
| 2007—08              | Киль                | Бундеслига   | 30    | 26   | 2      | 24   |
| 2008—09              | Гуммерсбах          | Бундеслига   | 26    | 85   | 15     | 70   |
| 2009—10              | Гуммерсбах          | Бундеслига   | 33    | 146  | 0      | 146  |
| 2010—11              | Фленсбург-Хандевитт | Бундеслига   | 33    | 79   | 4      | 75   |
| 2011—12              | Фленсбург-Хандевитт | Бундеслига   | 27    | 56   | 1      | 55   |
| 2012—13              | ГК Бергишер         | 2 Бундеслига | 36    | 150  | 7      | 143  |
| 2013—14              | ГК Бергишер         | Бундеслига   | 34    | 147  | 6      | 141  |
| 2014—15              | ГК Бергишер         | Бундеслига   | 28    | 108  | 0      | 108  |
| 2015—16              | ГК Бергишер         | Бундеслига   | 20    | 69   | 0      | 69   |
| 2016—17              | ГК Бергишер         | Бундеслига   | 4     | 14   | 0      | 14   |
| 2000—2012, 2013—2016 | Итого               | Бундеслига   | 414   | 1340 | 82     | 1258 |